# Рудар (Плєвля)
«Ру́дар» — чорногорський футбольний клуб з міста Плєвля. Виступає у Першій лізі чемпіонату Чорногорії. Заснований 1920 року. Домашні матчі проводить на стадіоні «Градскі», який вміщує 10 000 глядачів. Найвищими досягненнями «Рудара» є два чемпіонства у сезонах 2009/10 та 2014/15.

## Історія

### Назви команди
- 1920 — ФК Брежник Плєвля
- 1923 — ФК Санджак Плєвля
- 1930 — ФК Єдинство Плєвля
- 1945 — ФК Рудар Плєвля
- 1947 — ФК Якич Плєвля
- 1955 — ФК Рудар Плєвля

### Югославія
За часів СФРЮ клуб на найвищому рівні не виступав.
| Сезон    | Ліга                 | Місце |
| -------- | -------------------- | ----- |
| 1996-97  | Друга ліга           | 6     |
| 1997-98  | Друга ліга           | 8     |
| 1998-991 | Друга ліга «Захід»   | 7     |
| 1999-00  | Друга ліга «Захід»   | 7     |
| 2000-01  | Друга ліга «Південь» | 1     |
| 2001-02  | Перша ліга           | 7     |

1 Через війну чемпіонат було зупинено після 21 туру, положення команд визнано остаточним.

### Сербія і Чорногорія
| Сезон   | Ліга                               | Місце |
| ------- | ---------------------------------- | ----- |
| 2002-03 | Перша ліга                         | 17    |
| 2003-04 | Друга ліга (Група «Південь»)       | 7     |
| 2004-05 | Друга ліга (Перша ліга Чорногорії) | 4     |
| 2005-06 | Друга ліга (Перша ліга Чорногорії) | 1     |

### Чорногорія
З 2006 року грає у чемпіонаті незалежної Чорногорії.
| Сезон   | Ліга       | Місце |
| ------- | ---------- | ----- |
| 2006-07 | Перша ліга | 4     |
| 2007-08 | Перша ліга | 5     |
| 2008-09 | Перша ліга | 6     |
| 2009-10 | Перша ліга | 1     |
| 2010-11 | Перша ліга | 3     |
| 2011-12 | Перша ліга | 2     |
| 2012-13 | Перша ліга | 5     |
| 2013-14 | Перша ліга | 6     |
| 2014-15 | Перша ліга | 1     |
| 2015-16 | Перша ліга | 3     |

## Досягнення
- Чемпіонат Чорногорії
  - Чемпіон (2): 2009/10, 2014/15
  - Срібний призер (1): 2011/12
- Кубок Чорногорії
  - Володар (4): 2006/07, 2009/10, 2010/11, 2015/16
  - Фіналіст (1): 2011/12

## Виступи в Єврокубках
| Ліга чемпіонів           | Ліга чемпіонів | Ліга чемпіонів | Ліга чемпіонів | Ліга чемпіонів     | Ліга чемпіонів | Ліга чемпіонів |
| Сезон                    | Етап           | Перша команда  | Заг.           | Друга команда      | 1-й матч       | 2-й матч       |
| ------------------------ | -------------- | -------------- | -------------- | ------------------ | -------------- | -------------- |
| 2010/11                  | 1-й кв. раунд  | «Рудар»        | 7:1            | «Тре Фйорі»        | 3:0            | 4:1            |
| 2010/11                  | 2-й кв. раунд  | «Литекс»       | 5:0            | «Рудар»            | 1:0            | 4:0            |
| 2015/16                  | 2-й кв. раунд  | «Карабах»      | 1:0            | «Рудар»            | 0:0            | 1:0            |
| Кубок УЄФА / Ліга Європи |                |                |                |                    |                |                |
| Сезон                    | Етап           | Перша команда  | Заг.           | Друга команда      | 1-й матч       | 2-й матч       |
| 2007/08                  | 1-й кв. раунд  | «Омонія»       | 4:0            | «Рудар»            | 2:0            | 2:0            |
| 2011/12                  | 2-й кв. раунд  | «Рудар»        | 0:5            | «Аустрія» (Відень) | 0:3            | 0:2            |
| 2012/13                  | 1-й кв. раунд  | «Рудар»        | 1:2            | «Ширак»            | 0:1            | 1:1            |
| 2013/14                  | 1-й кв. раунд  | «Рудар»        | 2:1            | «Міка»             | 1:0            | 1:1            |
| 2013/14                  | 2-й кв. раунд  | «Шльонськ»     | 6:2            | «Рудар»            | 4:0            | 2:2            |
| 2016/17                  | 1-й кв. раунд  | «Кукесі»       | 2:1            | «Рудар»            | 1:1            | 1:0            |